# Лондонски университет
Лондонският университет, базиран предимно в Лондон, Англия, е един от най-големите университети, съставен от 31 филиала: 19 самостоятелни университетски институции и 12 изследователски институции. Това прави Лондонския университет най-големия университет в Обединеното кралство по брой на студенти в редовно обучение със 135 090 собствени студенти и още над 45 000 по международните програми на университета.

## История
Основан през 1836 г., университетът първоначално се състои само от 2 колежа: Университетски колеж Лондон и Кингс Колидж Лондон, който приема само членове на Англиканската църква. Тези 2 колежа са създадени като вимерситети преди Лондонския университет, който първоначално служи единствено като изпитен център на съставляващите го колежи.
През 1858 г. университетът разширява ролята си, ставайки първия университет в страната, който предлага международни програми на кандидати извън колежите. За тази цел бива построен нов ректорат в Бърлингтън Гардънс, който осигурява изпитни зали и офиси. През 1878 университетът става първи по рода си по още един критерий: това е първият университет, който приема жени наравно с мъже. Четири жени получават бакалавърска степен през 1880, а други две – през 1881 г.
През 1898 г., в отговор на критиките, че университетите служат предимно за провеждане на изпити, университет се реформира като поема отговорността да следи съдържанието на курсовете и академичните стандарти в самите институции. Това наблюдение се осъществява посредством новосформирани централизирани факултети, а двата колежа стават съставни части на Лондонския университет. Важен елемент на новата централизация на университета е фактът, че цялото имущество на Университетски колеж Лондон става собственост на Лондонския университет. Сградата в Бърлингтън Гардънс е освободена през 1899 г. Малко след това университетът преминава през период на бързо разширяване.
Бедфорд Колидж, Ройъл Холоуей и Лондонското училище по икономика се обединяват през 1900 г. Риджънтс Парк Колидж, който става филиал през 1841, се превръща в официалното богословско училище на университета през 1901 г. Голдсмитс Колидж се присъединява през 1904. Империал Колидж се основава през 1907, колежът „Куийн Мери“ се присъединява през 1915, Училището по ориенталски и африкански науки е основано през 1916, а Бъркбек Колидж се присъединява през 1920 г. Това бързо разширяване означава отново липса на достатъчно пространство, което довежда до поредното преместване на университета. Голям терен в Блумсбъри в близост до Британския музей е придобит от херцога на Бедфорд, а Чарлз Холдън е определен за архитект с инструкциите да създаде сграда, която „да не предполага отминаваща мода, неподходяща за сгради, които ще приютяват такава постоянна институция, каквато е един университет“. Тази необичайна инструкция най-вероятно е вдъхновена от факта, че Уилям Бевъридж, който току-що е станал директор на Лондонското училище по икономика, возейки се в такси, моли шофьора да го закара до Лондонския университет и получава следния отговор: „О-о, имате предвид мястото в близост до Кралското училище по ръкоделие“. Тогава Холдън проектира Сенът Хаус, която е главна сграда на университета, а по времето, когато е построена, е втората по големина сграда в Лондон.
По време на Втората световна война колежите на университета (с изключение на „Бъркбек“), заедно с техните студенти, напускат Лондон и отиват на по-безопасни места в Обединеното кралство. Сградата на Сенът Хаус се използва от Министерството на информацията, като покривът ѝ служи за място за наблюдение. Въпреки че сградата е ударена неколкократно от бомби, тя излиза от войната сравнително невредима; слуховете по онова време гласят, че сградата не е пострадала сериозно, защото Адолф Хитлер възнамерявал да я използва за своя щабквартира в Лондон.
Втората половина на XX век е белязана от по-малко събития. През 1948 г. е открито университетското издателство „Атлон Прес“, продадено през 1979 г. Периодът след Втората световна война се характеризира предимно с разширение и консолидация в самия университет. Въпреки това, някои от по-големите колежи от време на време излагат възможността да се отделят от университета.
На 9 декември 2005 г. Империал Колидж става първият колеж, който взима официално решение да напусне университета. Започват преговори за отделяне от университета по време за честванията по случай 100-годишнината му. На 5 октомври 2006 г. Лондонският университет приема официалната молба за отделяне. Империал Колидж става напълно независим на 9 юли 2007 г.

## Местоположение
Лондонският университет заема значителна част от централен Лондон със своите 180 сгради в Блумсбъри. Някои от колежите на университета също са разположени тук. В кампуса Блумсбъри се намират 8 общежития и Сенът Хаус, където официално се помещават канцлерът на университета, библиотеката, а преди и Училището по славянски и източноевропейски науки, което сега е в друга сграда.
Университетът има и много площади, включително площадите Гордън, Тависток, Торингтън и Уобърн.
Има няколко сгради извън Блумсбъри, извън Лондон, дори и извън Обединеното кралство. Лондонският университет в Париж предлага бакалавърски и магистърски програми по френски и исторически науки.
- Сенът Хаус
- Сенът Хаус